# Tomáš Chalupa
Tomáš Chalupa (ur. 3 lipca 1974 w Pradze) – czeski polityk, dziennikarz i samorządowiec, działacz Obywatelskiej Partii Demokratycznej (ODS), deputowany, w latach 2011–2013 minister środowiska.

## Życiorys
Kształcił się na Uniwersytecie Karola w Pradze, gdzie studiował dziennikarstwo, historię i prawo. Od 1993 pracował w dziennikarstwie, głównie w gazecie „Denní Telegraf”, gdzie w latach 1996–1997 pełnił funkcję zastępcy redaktora naczelnego. W 1992 wstąpił do Obywatelskiej Partii Demokratycznej. W latach 1997–1998 kierował wydziałem prasowym urzędu premiera, w 1998 odpowiadał za służby prasowe ODS. Zajął się również prowadzeniem własnej działalności gospodarczej.
Od 1998 był wybierany do rady dzielnicy Praga 6. W latach 1998–2002 pełnił funkcję wiceburmistrza, następnie do 2011 był burmistrzem tej dzielnicy. W 2010 uzyskał mandat posła do Izby Poselskiej, który wykonywał do 2013. Od stycznia 2011 do lipca 2013 w rządzie Petra Nečasa sprawował urząd ministra środowiska. W 2013 powrócił do sektora prywatnego.